# Lionel Aldridge

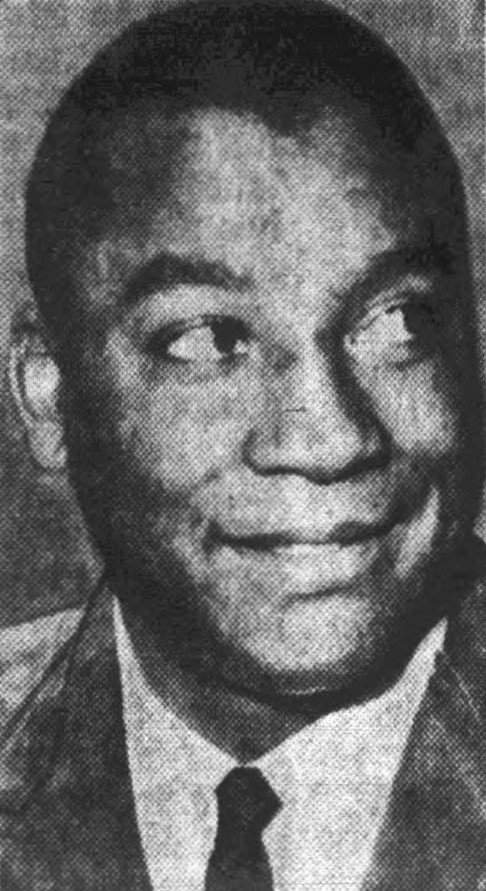
Jogador de futebol americano Lionel Aldridge

Lionel Aldridge (14 de fevereiro de 1941 - 12 de fevereiro de 1998) foi um jogador profissional de futebol americano estadunidense.

## Carreira
Lionel Aldridge foi campeão do Super Bowl II jogando pelo Green Bay Packers.